# Brasse Brännström
Lars Erik Brännström, connu sous le nom de scène de Brasse Brännström, né le 27 février 1945 à Stockholm et mort dans la même ville le 29 août 2014 (à 69 ans), est un acteur de cinéma et de télévision suédois.

## Filmographie

### Cinéma
- 1972 : Klara Lust : Helge (crédité Lars Brännström)
- 1975 : A Guy and a Gal : Lasse (crédité Lasse  Brännström)
- 1980 : Mannen som blev miljonär : Jan Olsson
- 1981 : SOPOR : Roi Carl XVI Gustaf
- 1983 : Happy We : Thomas Bengtsson
- 1983 : Kalabaliken i Bender : Kruus
- 1983 : P & B : homme dans le pub (non crédité)
- 1984 : Sköna juveler : Oscar
- 1984 : Privatdeckarna: Uppdrag Gran Canaria : Eddie
- 1985 : Hustruer - ti år etter : Ahlsen
- 1988 : Folk og røvere i Kardemomme by : Politimester Bastian
- 1989 : Viva Villaveien! : Reidar Frank / Preben Hansen
- 1999 : Stora & små mirakel (court-métrage) : le Pasteur
- 2000 : Den bästa sommaren : Sven
- 2000 : Pelle Svanslös och den stora skattjakten : Trisse
- 2000 : Hjärta av sten
- 2000 : Gossip : Rolf Andersson
- 2001 : Sprängaren : Nils Langeby
- 2002 : Karlsson på taket : Rulle (voix)
- 2003 : Paradiset : Nils Langeby
- 2005 : Une autre mère : Isoisä Ruotsissa
- 2009 : Kenny Begins : Général Sudoko
- 2011 : Åsa-Nisse - Wälkom to Knohult : Hovmästaren
- 2013 : Bäst före : Bosse
- 2014 : Hot Nasty Teen (court-métrage)

### Télévision
- 1973 : Pappas pojkar (série télévisée) : Bertil Bengtsson (4 épisodes)
- 1973 : Fem myror är fler än fyra elefanter (série télévisée) : Brasse
- 1976 : Fleksnes fataliteter (série télévisée) : Lasse (épisode Visittkortet)
- 1977 : Fem myror är fler än fyra elefanter (série télévisée) : Brasse (28 épisodes)
- 1978 : Skyll inte på mig! (série télévisée) : Brasse (5 épisodes)
- 1980 : Magnus och Brasse show (série télévisée)
- 1984 : Zvampen (série télévisée) : Allan (2 épisodes)
- 1985 : Hemma hoz (mini-série télévisée) : Romeo
- 1995 : Mitt sanna jag (série télévisée) : Lasse Sohlman (4 épisodes)
- 1997 : Pelle Svanslös (mini-série télévisée) : Trisse (21 épisodes)
- 1999 : Trettondagsafton (TV) : Maria
- 1999 : Ett litet rött paket (série télévisée) : Mias pappa (épisode Tredje gången gillt)
- 2001 : Pusselbitar (mini-série télévisée) : Präst
- 2001 : En ängels tålamod (série télévisée) : Sankte Per (21 épisodes)
- 2001 : Le mariage de Gustave III (TV) : Livmedicus Bäck
- 2002 : Dieselråttor och sjömansmöss (série télévisée) : Kapten Enok (24 épisodes)
- 2003 : Swedenhielms (TV) : Eriksson
- 2005 : Hon och Hannes (série télévisée) : Frank
- 2008 : Mellan 11 och 12 (TV) : Eriksson
- 2010 : Otroligt het (TV) : Bertil